# Cryptomycina
Cryptomycina Höhn. – rodzaj grzybów należący do klasy Sordariomycetes.

## Systematyka i nazewnictwo
Pozycja w klasyfikacji według Index Fungorum: Incertae sedis, Incertae sedis, Incertae sedis, Sordariomycetes, Pezizomycotina, Ascomycota, Fungi.
Takson ten utworzył Franz von Höhnel w 1917 r. Według Index Fungorum jet to takson o nieokreślonej dokładnie pozycji w systematyce grzybów. Synonim: Cryptomycina Höhn. 1917
Gatunki:
- Cryptomycina filicina (Fr.) L. Holm & K. Holm 1978
- Cryptomycina pteridis (Rebent.) Syd. 1921[3].